# Укпаи, Эммануэль
Эммануэль Укпаи (англ. Emmanuel Ukpai; род. 11 октября 1987 года, Йенагоа, Нигерия) — нигерийский футболист, нападающий.

## Карьера
Эммануэль начинал свою карьеру в тоголезском клубе «Дуан». В 2006 году он пополнил состав датского «Фрем», за который в течение полугода провёл шесть встреч и забил один мяч. Летом того же года Эммануэль перебрался в более скромный «Ольстыкке», где за полтора года отличился двадцать два раза. Его успехи были замечены селекционерами «Эсбьерга», куда он и перешёл в 2008 году. Но за два сезона форвард отличился всего два раза и в 2011 году был отпущен на свободный трансфер. Половину сезона он числился в «ХБ Кёге», но так ни разу и не сыграл. Летом Эммануэль перешёл в «Фин», где провёл только одну игру, забив один гол. В 2012 году Укпаи перешёл в «Б68». Он провёл пять безрезультативных матчей чемпионата, а его «Б68» понизился в классе. Ныне является свободным агентом.

## Достижения
- Обладатель Кубка Дании (1): 2008